# Stefan Brzozowski (muzyk)

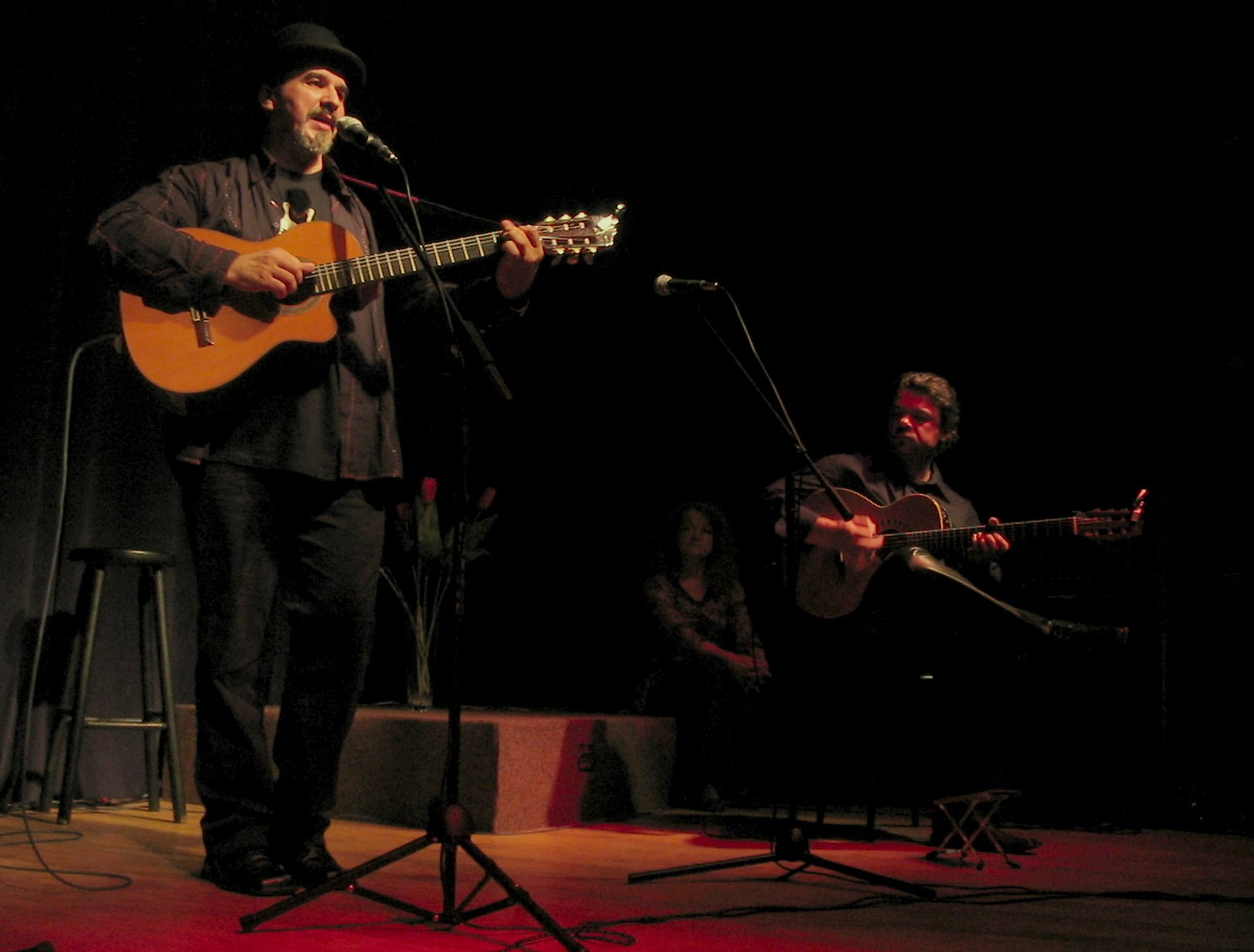
Z Andrzejem Czamarą podczas koncertu grupy Czerwony Tulipan

Stefan Brzozowski (ur. 20 czerwca 1950 w Olsztynie) – polski muzyk, animator olsztyńskiego środowiska artystycznego, kompozytor i wykonawca piosenek literackich: poetyckich i satyrycznych. 

## Życiorys
Ukończył Technikum Samochodowe, a następnie studia z wychowania muzycznego na WSP w Olsztynie. W 1985 roku uzyskał tytuł zawodowy magistra. W czasach studenckich (1972–1981) współpracował z zespołem „Niebo”, a wkrótce nim kierował, biorąc udział w licznych studenckich festiwalach i przeglądach. Po zawieszeniu przez „Niebo” działalności, współtworzył grupę „Ex”, której był liderem. W roku 1980 otrzymał nagrodę specjalną na Studenckim Festiwalu Piosenki w Krakowie i wraz z zespołem „Ex” został laureatem tego festiwalu. W czerwcu 1981 wraz z grupą „Ex” wziął udział w koncercie Interpretacje podczas XIX Festiwalu Polskiej Piosenki w Opolu. W latach 1982–1984 występował wraz z zespołem „Kaczki z Nowej Paczki”. Od 1985 roku współtworzy grupę Czerwony Tulipan oraz występuje indywidualnie.
Laureat nagród na wielu festiwalach i w konkursach – między innymi: na Spotkaniach Zamkowych „Śpiewajmy Poezję” w Olsztynie, na Festiwalu Artystycznym Młodzieży Akademickiej FAMA w Świnoujściu, Studenckim Festiwalu Piosenki w Krakowie czy Festiwalu w Opolu.
Poza występami estradowymi, prowadzi warsztaty piosenkarskie i muzyczne przed Spotkaniami Zamkowymi „Śpiewajmy Poezję” w Olsztynie, a dawniej prowadził warsztaty piosenkarskie podczas Festiwalu Artystycznego Młodzieży Akademickim FAMA w Świnoujściu, czy w latach 90. podczas Festiwalu Piosenki Żołnierskiej w Kołobrzegu.

## Nagrody
- 1988 – na Ogólnopolskich Targach Estradowych w Łodzi zespół otrzymał nagrodę za muzykę do spektaklu „Nas-troje i nie pokoje”, a Krystyna Świątecka i Stefan Brzozowski nagrody indywidualne,
- 1991 – podczas Ogólnopolskich Spotkań Zamkowych „Śpiewajmy poezję” w Olsztynie zespół Czerwony Tulipan otrzymał nagrodę Programu 3 Polskiego Radia za całokształt działalności artystycznej.
- 1995 – ukoronowanie 10-letniej działalności zespołu Czerwony Tulipan – przyznanie Grand Prix, czyli „Trójzębu Neptuna” na Jubileuszowym XXV Festiwalu Artystycznym Młodzieży Akademickiej FAMA' 95 za wydarzenie artystyczne festiwalu.

## Nagrane płyty
- Greps, Polskie Nagrania (1984), Złota Płyta z zespołem „Kaczki z Nowej Paczki"
- Jedyne co mam... (Czerwony Tulipan) – MTJ (1994)
- Czerwony Tulipan – erotycznie (Czerwony Tulipan) – MTJ (1998)
- A jednak po nas coś zostanie... (Czerwony Tulipan) – MTJ (1996)
- Czamara (Czerwony Tulipan) – MTJ (2003)
- Ewa (Czerwony Tulipan) – MTJ (2003)
- Taniec życia: Krystyna Świątecka (Czerwony Tulipan) – MTJ (2003)
- Stefan: Olsztyn kocham (Czerwony Tulipan) – MTJ (2003)
- Kolędy (Czerwony Tulipan i chór Bel Canto) – MTJ (2001)
- Ja zwariuję – Złota kolekcja Pomaton (Czerwony Tulipan) (2001)
- Obrazy i obrazki – koncert na zamku w Olsztynie (2 x DVD i 2 x CD Czerwony Tulipan) – MTJ (2008)
- To Twoje oczy (Czerwony Tulipan) – MTJ (2011)
- Pieśni o drodze(Czerwony Tulipan) MTJ (2016)
- The Best: Piękno, MTJ (2020)